# أنفار بحبودوف
أنقار مجيد أغلو بحبودوف (بالأذرية: Ənvər Behbudov) – مخرج مسرحي سوفيتي أذربيجاني، فنان الشعب في جمهورية روسيا الاتحادية الاشتراكية السوفيتية عام (1965)، وهو الأخ الأكبر لفنان الشعب في الاتحاد السوفيتي رشيد بهبودوف.

## حياته
ولد أنقار بحبودوف في 20 مارس عام 1912 في شوشا في عائلة المغني أذربيجاني الشعبي، ممثل مدرسة المقام في قاراباغ مجيد بحبودوف. كان عضوا في الحزب الشيوعي السوفيتي منذ 1941.
تخرج من كلية الإخراج في الجامعة الروسية للفنون المسرحية في 1942.
من 1944 إلى 1946 كان أنقار بحبودوف مخرجا و مديرا فنيا في مسرح أوليانوفسك أوبلاست للدراما، و من 1946 إلى 1948 في مسرح خاباروفسك للدراما والكوميديا و من 1948 إلى 1954 في مسرح نوفوسيبيرسك.
من 1954 إلى 1959 كان مخرجا رئيسيا في مسرح للدراما إسمه مكسيم غوركي في روستوف.
في 1965 حصل أنقار بحبودوف على جائزة فنان الشعب في جمهورية روسيا الاتحادية الاشتراكية السوفيتية ليصبح أول أذربيجاني يحصل على هذا اللقب.
منذ 1966 كان أنقار بحبودوف مخرجا رئيسيا في مسرح أكاديمية دولة أذربيجان للأوبرا والباليه.
وعُرِضَت على خشبة هذا المسرح أوبرا كوروغلو لملحن وقائد فرقة موسيقية عزير حاجبايوف في 1968.
فمنذ 1969 كان مخرجا رئيسيا في مسرح الدراما الروسي الحكومي أذربيجاني.
تم منح أنقار بحبودوف بأوسمة الراية الحمراء للعمل شارة الشرف و ميداليات.
توفي أنقار بحبودوف في 18 مارس عام 1993 في مدينة باكو.

## عائلته
- والده - مجيد بحبودوف
- أخه الكبير - رشيد بهبودوف